# Szlobodszkoji járás

A Szlobodszkoji járás a Kirovi területen

A Szlobodszkoji járás (oroszul Слободской район, udmurt nyelven Слободской ёрос) Oroszország egyik járása a Kirovi területen. Székhelye Szlobodszkoj.
A járás egyik jelentős települése a cipőgyártásáról híres Vahrusi.

## Népesség
- 1989-ben 38 728 lakosa volt.
- 2002-ben 33 655 lakosa volt.
- 2010-ben 30 174 lakosa volt, melyből 27 834 orosz, 1 051 udmurt, 462 tatár, 161 cigány, 131 ukrán, 122 mari.